# Grand Prix automobile d'Espagne 1969
Résultats du Grand Prix d'Espagne 1969, couru sur le circuit de Montjuïc le 4 mai 1969.

## Classement
| Pos  | N° | Pilote               | Écurie       | Tours | Temps/Abandon      | Grille | Points |
| ---- | -- | -------------------- | ------------ | ----- | ------------------ | ------ | ------ |
| 1    | 7  | Jackie Stewart       | Matra-Ford   | 90    | 2 h 16 min 53 s 99 | 4      | 9      |
| 2    | 6  | Bruce McLaren        | McLaren-Ford | 88    | + 2 tours          | 13     | 6      |
| 3    | 8  | Jean-Pierre Beltoise | Matra-Ford   | 87    | + 3 tours          | 12     | 4      |
| 4    | 5  | Denny Hulme          | McLaren-Ford | 87    | + 3 tours          | 8      | 3      |
| 5    | 14 | John Surtees         | BRM          | 84    | + 6 tours          | 9      | 2      |
| 6    | 4  | Jacky Ickx           | Brabham-Ford | 83    | + 7 tours          | 7      | 1      |
| Abd. | 9  | Pedro Rodríguez      | BRM          | 73    | Moteur             | 14     |        |
| Abd. | 15 | Chris Amon           | Ferrari      | 56    | Moteur             | 2      |        |
| Abd. | 3  | Jack Brabham         | Brabham-Ford | 51    | Moteur             | 5      |        |
| Abd. | 10 | Jo Siffert           | Lotus-Ford   | 30    | Fuite d'huile      | 6      |        |
| Abd. | 2  | Jochen Rindt         | Lotus-Ford   | 19    | Accident           | 1      |        |
| Abd. | 11 | Piers Courage        | Brabham-Ford | 18    | Moteur             | 11     |        |
| Abd. | 2  | Graham Hill          | Lotus-Ford   | 8     | Accident           | 3      |        |
| Abd. | 12 | Jackie Oliver        | BRM          | 1     | Durite d'huile     | 10     |        |

- Légende : Abd.=Abandon

## Pole position et record du tour
- Pole position : Jochen Rindt en 1 min 25 s 7 (vitesse moyenne : 159,249 km/h).
- Tour le plus rapide : Jochen Rindt en 1 min 28 s 3 au 15e tour (vitesse moyenne : 154,559 km/h).

## Tours en tête
- Jochen Rindt : 19 (1-19)
- Chris Amon : 37 (20-56)
- Jackie Stewart : 34 (67-90)

## À noter
- 7e victoire pour Jackie Stewart.
- 5e victoire pour Matra en tant que constructeur.
- 17e victoire pour Ford Cosworth en tant que motoriste.